# Colisão na pista de Sydney em 1971
A colisão na pista de Sydney em 1971 foi uma colisão no Aeroporto de Sydney em 29 de janeiro de 1971 envolvendo um Boeing 727-76 da Trans Australia Airlines e um Douglas DC-8-63 da CP Air.

## Aeronaves

### Boeing 727-76

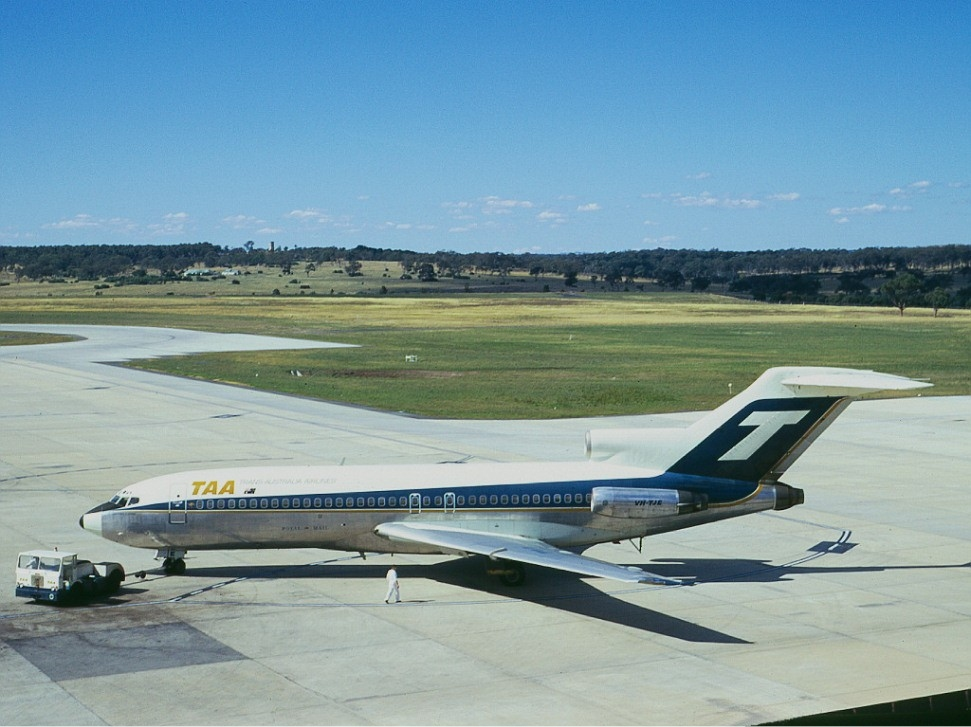
VH-TJA, o Boeing 727-76 envolvido na colisão em 1975

O Boeing 727-76 envolvido na colisão era pertencente a Trans Australia Airlines. Tinha feito seu primeiro voo em 24 de agosto de 1964 e chegou em Melbourne em 16 de outubro de 1964 e foi batizado de James Cook. Seu primeiro voo transportando passageiros foi em 16 de outubro de 1964.
Após o acidente, a aeronave foi reparada e voltou em serviço à TAA até fevereiro de 1976. A aeronave retornou aos Estados Unidos e foi usado depois pela Continental Airlines com o prefixo N18480, de 1977 até 1991. A aeronave foi desmontada em 1993.

### Douglas DC-8-63

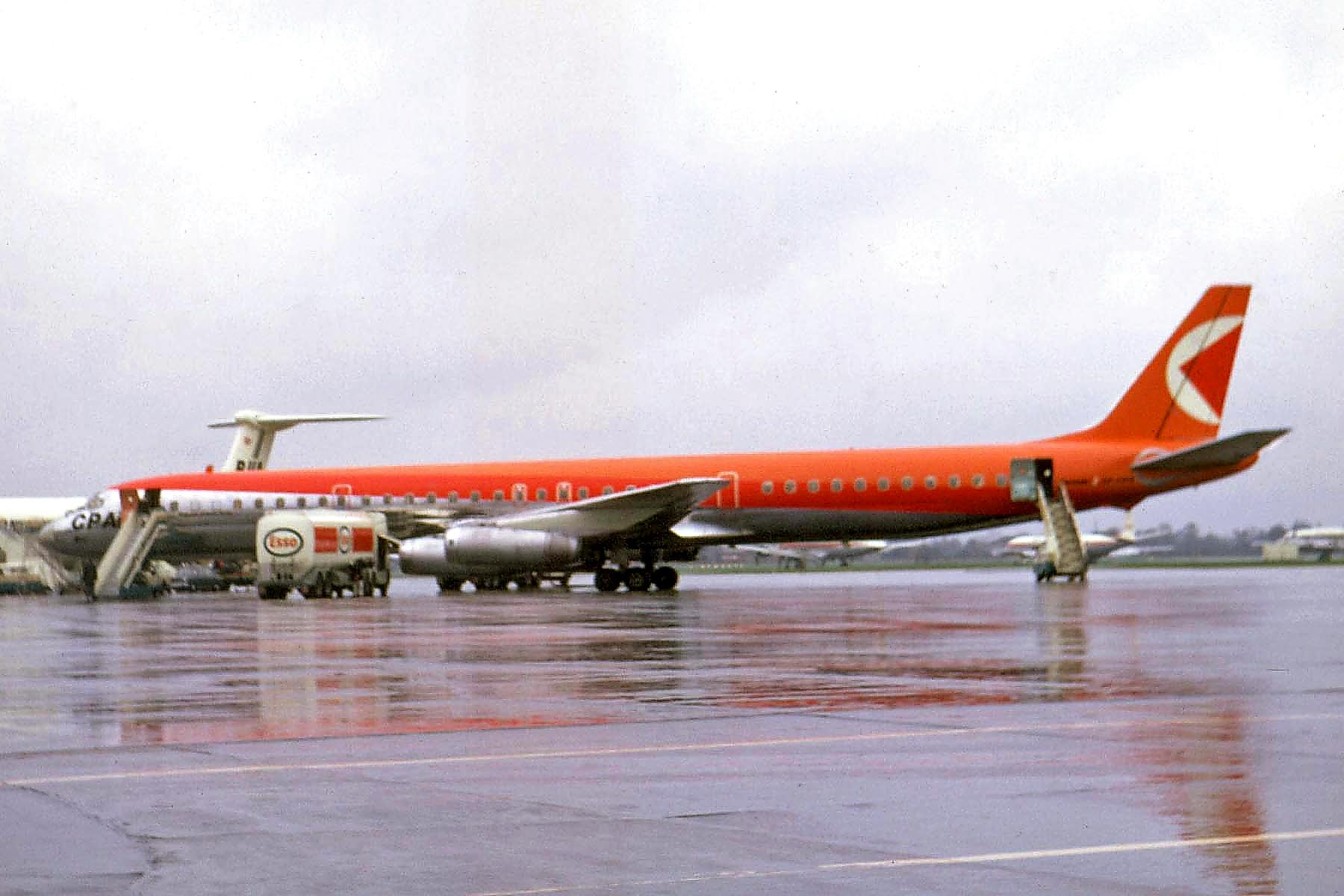
CF-CPQ, o Douglas DC-8-63 envolvido na colisão em maio de 1969

O Douglas DC-8-63 envolvido na colisão era pertencente à CP Air. Tinha feito seu primeiro voo foi em 24 de fevereiro de 1968 com a CP Air e depois foi para a Flying Tiger Line em julho de 1968 e voltou para a CP Air em dezembro de 1968.
Após o acidente, a aeronave foi reparada e voltou em serviço com a CP Air com o prefixo C-FCPQ em janeiro de 1974. Foi entregue à Worldways Canada em março de 1983 com o mesmo prefixo C-FCPQ, com a configuração para 249 passageiros. Depois foi entregue para a Airborne Express em junho de 1991 com o prefixo N780AL e era alugada da Aerolease Financial Group. Foi comprada depois pela Airborne Express em março de 1992 com o prefixo N817AX e depois foi retirada e armazenada no Wilmington Air Park em junho de 2002.

## Acidente

### Antecedente
Às 21:29 hora local, o voo 592 da Trans-Australian Airlines recebeu permissão de taxiamento do controlador para a pista 16. Enquanto isso, às 21:30:20, o voo 301 da CP Air foi autorizado a entrar no sistema de pouso por instrumentos na pista 16, e a tripulação foi instruída a se reportar novamente com o marcador externo.

### Colisão
O controlador confirmou que o voo 301 completou a curva e emitiu uma autorização de decolagem para o voo 592. Os pilotos do voo 301 mudaram a frequência para 121,7 para se comunicar com o controlador de solo e não sabiam que o voo 592 havia recebido autorização de decolagem. Depois de um tempo, o capitão do voo 301 percebeu que as luzes de pouso estavam se aproximando e tentou aumentar o empuxo e sair da pista. Por outro lado, o piloto do voo 592 não percebeu o voo 301 até que a velocidade de decolagem atingiu 131 nós (243 km/h). O capitão decidiu que a distância era muito próxima para interromper a decolagem e continuou a decolagem, prestando atenção ao excesso de rotação. Durante a decolagem, o trem de pouso principal do voo 592 e a parte inferior direita do centro da fuselagem colidiram com a parte superior do estabilizador vertical do voo 301. O piloto do voo 301 foi para a pista porque não houve grande vibração, embora tenha sido relatado que houve uma colisão. O voo 592 perdeu um sistema hidráulico devido à colisão, mas conseguiu fazer um pouso de emergência na pista 16 às 22:16.

## Investigação
A investigação concluiu que a causa do acidente foi que o piloto do voo 301 interpretou mal as instruções do controlador. Ele também disse que os controladores e pilotos do voo 592 não sabiam disso e não podiam tomar medidas para evitar a colisão.